# Friend (auto)
Friend is een auto van het voormalige automerk Friend Motors Corporation uit de Amerikaanse stad Pontiac in de staat Michigan. De auto is in gelimiteerde uitgave geproduceerd in de jaren 1920/1921 en werd uitgerust met houten wielen en een viercilinder motor. De prijs voor de vijfzits-auto was 1.285 Amerikaanse dollar.